# سواق نص الليل (فلم)
سواق نص الليل هو فيلم مصري عرض عام 1958، بطولة فريد شوقي وهدى سلطان ومحمود المليجي، ومن إخراج نيازي مصطفى.

## قصة الفيلم
تقع المعلمة نرجس في حب الأسطى حسن سائق إحدى عربات النقل وتحاول إغراءه بشتى الطرق ولكنها تفشل لأن قلبه مشغول بحب خطيبته، يشعر المعلم عليوة رئيس إحدى العصابات بالغيرة من الأسطى حسن لأنه يحظى بحب المعلمة فيشتبك معه، ولكن الأسطى حسن يتغلب عليه، وعندما يرفض حسن الاستجابة لرغبات المعلمة، تحاول أن تحطمه.

## طاقم التمثيل
- فريد شوقي: (حسن)
- هدى سلطان: (نرجس)
- محمود المليجي: (المعلم عليوة)
- زهرة العلا: (بدرية - خطيبة حسن)
- فردوس محمد: (والدة حسن)
- محمود فرج: (عشيق المعلمة نرجس)
- أحمد الشناوي: (عباس)
- سعيد أبو بكر: (شَكَل مساعد حسن)
- عبد الوارث عسر: (جاد - والد بدرية)
- وداد حمدي: (بهية - راقصة عند نرجس)
- خالد العجباني: (ضابط)
- حسن حامد: (من رجال عليوة)
- عبد الغني قمر: (العريس الذي لم يتم))
- عبد الغني النجدي: (من رجال المعلمة نرجس)
- كامل أنور: (من رجال المعلمة نرجس)
- محمد رضا: (مالك اللوري القديم)
- رشاد حامد: (تاجر مسروقات)
- سامية رشدي: (والدة عباس)
- عبد الحميد بدوي: (تاجر مسروقات)

## فريق العمل
- إخراج: نيازي مصطفى
- قصة: فريد شوقي
- سيناريو: نيازي مصطفى، عبد الحي أديب، محمد عثمان، كمال إسماعيل
- حوار: السيد بدير
- مدير التصوير: ألفيزي أورفانيللي
- مونتاج: جلال مصطفى، حسين أحمد
- إنتاج: أفلام العهد الجديد
- موسيقى تصويرية: فؤاد الظاهري
- توزيع: أفلام مصر الجديدة
- تأليف الأغاني: مرسي جميل عزيز، مأمون الشناوي
- ألحان الأغاني: محمد الموجي، سيد مكاوي